# غوستاف فان هولستين
غوستاف فان هولستين (1884 – 22 أبريل 1976) هو مبارز بالسيف هولندي راحل، مثّل بلاده في الألعاب الأولمبية الصيفية 1908.

## روابط رياضية
غوستاف فان هولستين على موقع أوليمبيديا (الإنجليزية)